# 撒里答
撒里答（转写：Sartaq，？—1256年），金帐汗国第二任可汗，拔都之子。相傳撒里答是一個基督徒（一个亚美尼亚作家说他是俄罗斯人为他洗礼），曾與俄羅斯人亚历山大·涅夫斯基成為安答（結拜兄弟）。

## 生平
撒里答的生年不詳，據史料記載曾镇守于金帐汗国西境、黑海之北的地方。
1248年，大汗贵由死后，他和叔叔别儿哥奉拔都之命，护送蒙哥到斡难河，继承汗位。他在拔都晚年曾经代理父亲掌管国事。
1252年，撒里答任命他的安答（結拜兄弟）亚历山大·涅夫斯基成為为弗拉基米尔大公，以期藉此來管理東俄的勢力範圍。
1253年，撒里答接见法国国王派遣來的传教士，送他到萨莱见拔都。
1255年，父親拔都去世。當時的撒里答正在和林朝见蒙哥，蒙哥命他回国即位，但撒里答回国不久后就去世了。

## 關係
- 父親：拔都，金帳汗國第一代可汗。
- 燒香拜天地的安答（結拜的義兄弟）：亚历山大·涅夫斯基。
- 關係不合：穆斯林的别儿哥

### 子女
撒里答有一子烏剌黑赤，一说是拔都的幼子、他的弟弟。
| 前任： 拔都 | 金帐汗国君主 1255年—1256年 | 繼任： 乌剌黑赤 |